# Nazionale maschile di hockey su prato della Polonia
La nazionale di hockey su prato della Polonia è la squadra di hockey su prato rappresentativa della Polonia ed è posta sotto la giurisdizione della Polskiego Związku Hokeja na Trawie.

## Partecipazioni

### Mondiali
- 1971 – non partecipa
- 1973 – non partecipa
- 1975 – 10º posto
- 1978 – 9º posto
- 1982 – 8º posto
- 1986 – 8º posto
- 1990 – non partecipa
- 1994 – non partecipa
- 1998 – 12º posto
- 2002 – 15º posto
- 2006 – non partecipa
- 2010 – non partecipa
- 2014 – non partecipa
- 2018 – non partecipa

### Olimpiadi
- 1908-1948 – non partecipa
- 1952 – 6º posto
- 1956 – non partecipa
- 1960 – 12º posto
- 1964 - non partecipa
- 1968 - non partecipa
- 1972 - 11º posto
- 1976 - non partecipa
- 1980 - 4º posto
- 1984 - non partecipa
- 1988 - non partecipa
- 1992 - non partecipa
- 1996 - non partecipa
- 2000 - 12º posto
- 2004 - non partecipa
- 2008 - non partecipa

### Champions Trophy
- 1978-2008 – non partecipa

### EuroHockey Nations Championship
- 1970 - 7º posto
- 1974 - 5º posto
- 1978 - 5º posto
- 1983 - 9º posto
- 1987 - 5º posto
- 1991 - 8º posto
- 1995 - 6º posto
- 1999 - 9º posto
- 2003 - 7º posto
- 2005 - 7º posto
- 2007 - non partecipa